# Escut de Vilanova de Segrià
L'escut oficial de Vilanova de Segrià té el següent blasonament:
Escut caironat: de sinople, 2 fletxes d'argent caient posades en sautor. Per timbre, una corona mural de poble.

## Història
Va ser aprovat el 18 de febrer de 1985.
Les fletxes són l'atribut de sant Sebastià, patró del poble.